# دیمئو فن در هورست
دیمئو فن در هورست (هلندی: Dimeo van der Horst؛ زادهٔ ۲۳ ژوئن ۱۹۹۱) بازیکن بسکتبال ۳ نفره اهل هلند است.
وی در مسابقات کشوری و بین‌المللی در مجموع برندهٔ ۱ مدال طلا، ۱ مدال نقره شده است.